# Палац Правосуддя (Рим)
Палац правосуддя в Римі (італ.: Palazzo di Giustizia) — резиденція Касаційного суду Італії та Судової Публічної бібліотеки, розташована в районі Праті. Будівля виходить на П'яцца дей-Трибуналі, Віа Трібоніано, П'яцца Кавур та Віа Ульпіано. Величезна будівля отримала серед місцевого населення прізвисько Palazzaccio.

## Історія

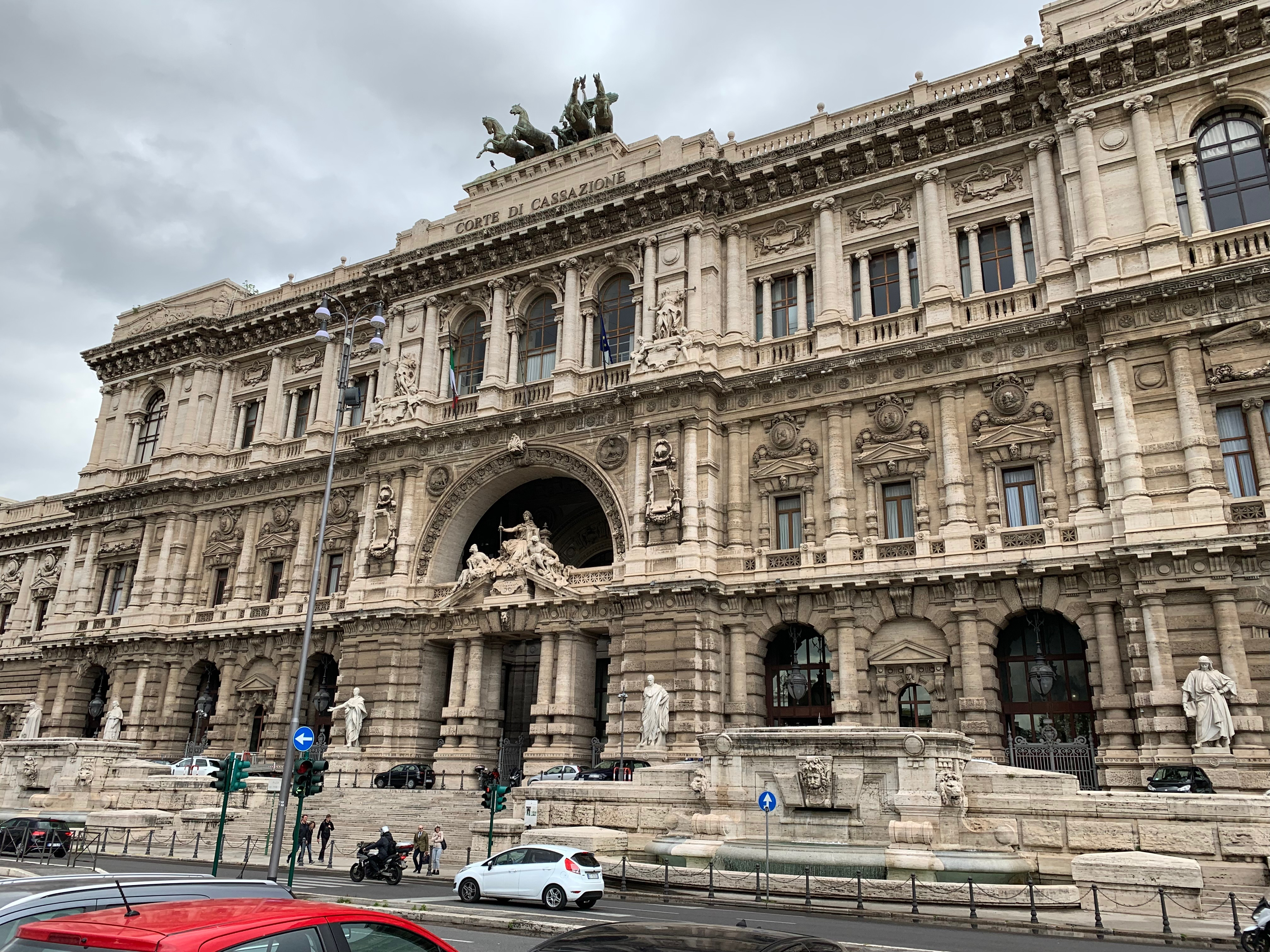
Палац правосуддя, 2019 рік

Палац спроєктував архітектор з Перуджі Гульєльмо Кальдерині і будівлю побудовано між 1888 та 1910 роками, Палац правосуддя — одна із найграндіозніших нових будівель Рима, зведених після проголошення міста столицею королівства Італії. Перший камінь у фундамент палацу був закладений 14 березня 1888 року в присутності Джузеппе Дзанарделлі, міністра юстиції та охоронця великої державної печатки, котрий наполягав на розташуванні Палацу в престижному районі Праті.
Алювіальні ґрунти, на яких стоїть палац, потребували масивних бетонних платформ для підтримки фундаменту. Попри це все ж знадобилися реставраційні роботи по стабілізації фундаменту (1970).
Роботи з фундаментом призвели до археологічних знахідок, зокрема, було знайдено декілька саркофагів. В одному з них був виявлений скелет молодої жінки разом з лялькою зі слонової кістки, що нині зберігається в Antiquarium comunale.
11 січня 1911 року палац був офіційно відкритий у присутності короля Італії Віктора Еммануїла III.
Надзвичайні розміри будівлі, вишукані прикраси і тривалий період будівництва викликали серйозні підозри в корупції. У квітні 1912 року була призначена парламентська комісія для розслідування справи, яка представила свої висновки через рік

## Опис
Будівля в стилі пізнього ренесансу та бароко має розміри 170 на 155 метрів і повністю вкрита травертинським вапняком. Головний фасад будинку, що виходить на річку Тибр, увінчано величезною бронзовою квадригою, встановленою 1926 року, роботи скульптора Етторе Ксіменеса з Палермо. 10 великих статуй видатних юристів прикрашають пандуси перед головним фасадом і внутрішнім двором. Верхня частина фасаду, що виходить на П'яцца Кавур, прикрашена бронзовим гербом Савойської династії. У залі Верховного суду (Великий зал або Aula Maxima), розташовується кілька фресок, розпочатих Чезаре Маккарі (1840—1919), паралізованим в 1909 році, коли робота ще не була закінчена. Її продовжив до 1918 року його колишній студент Паріде Паскуччі (1866—1954).

## Галерея

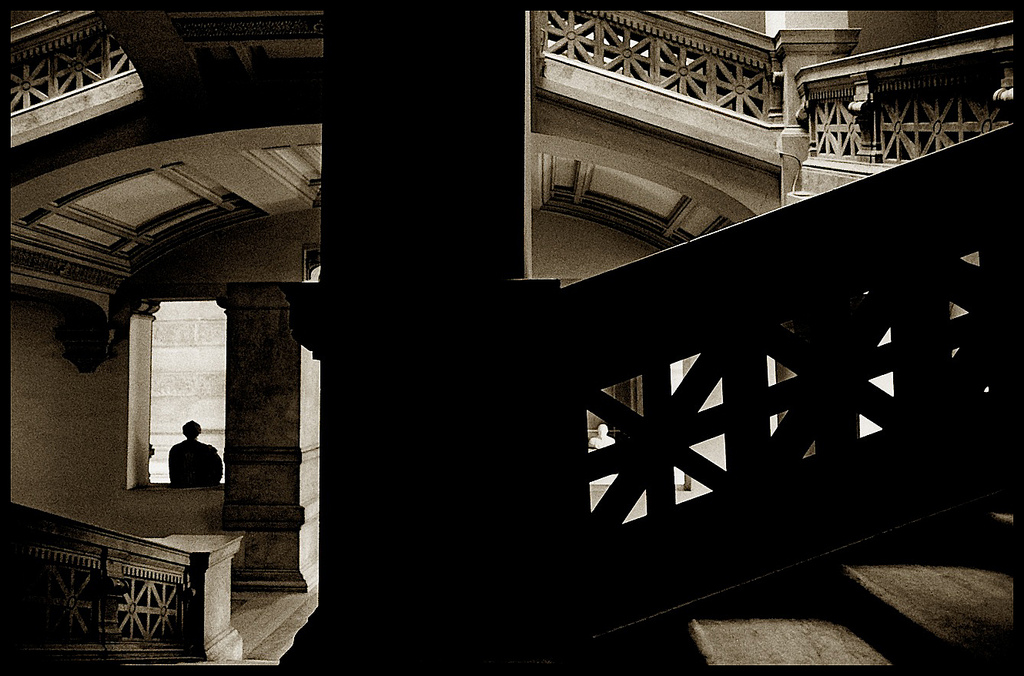
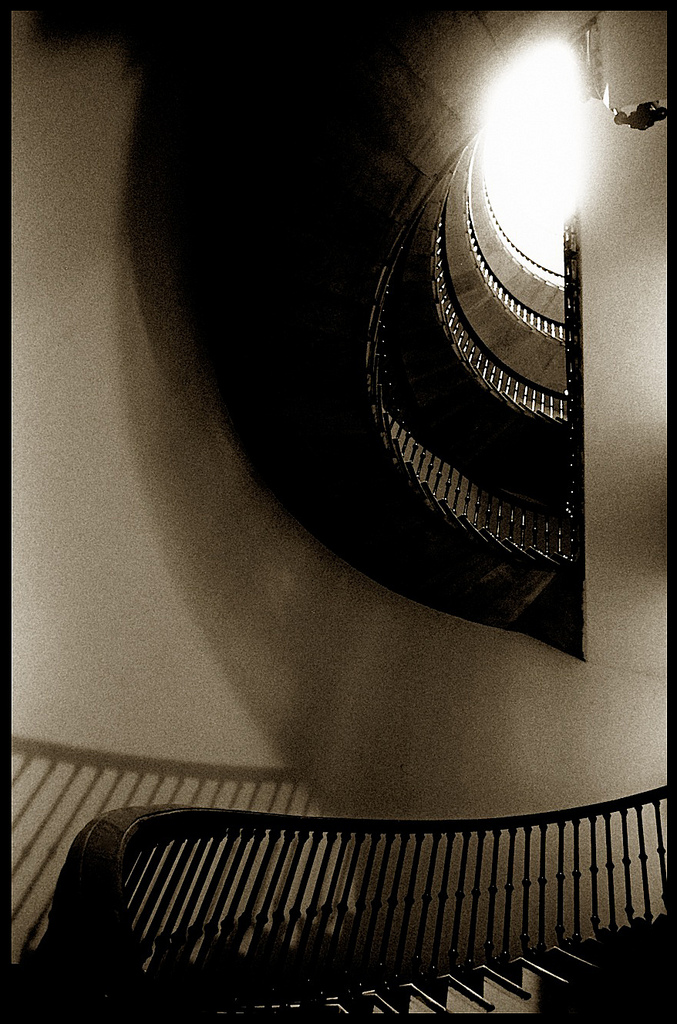
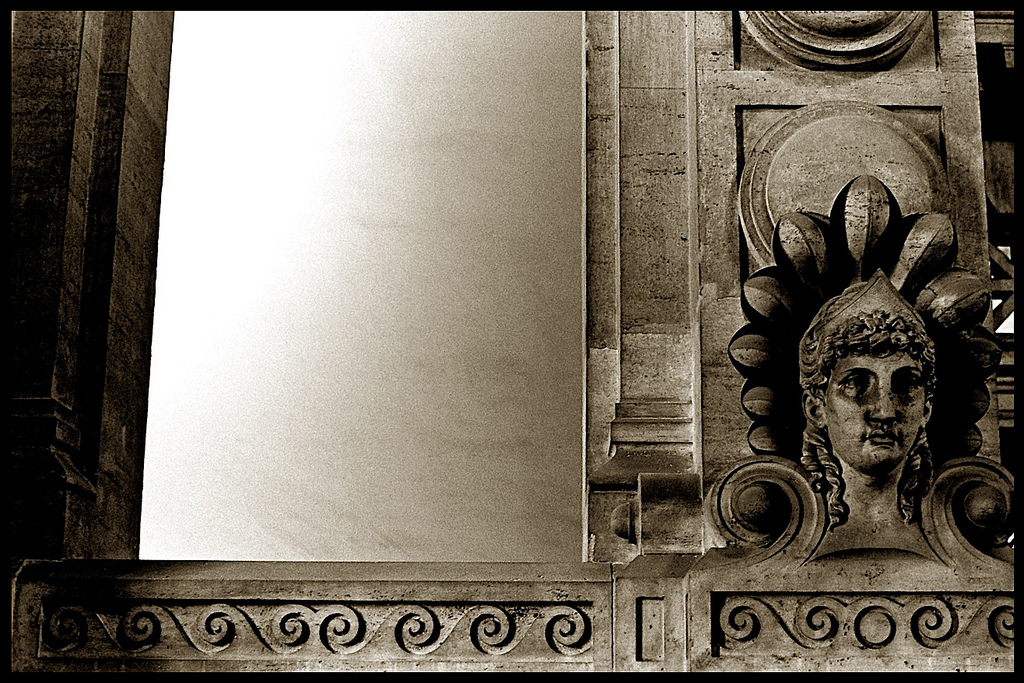
Аугусто Де Лука
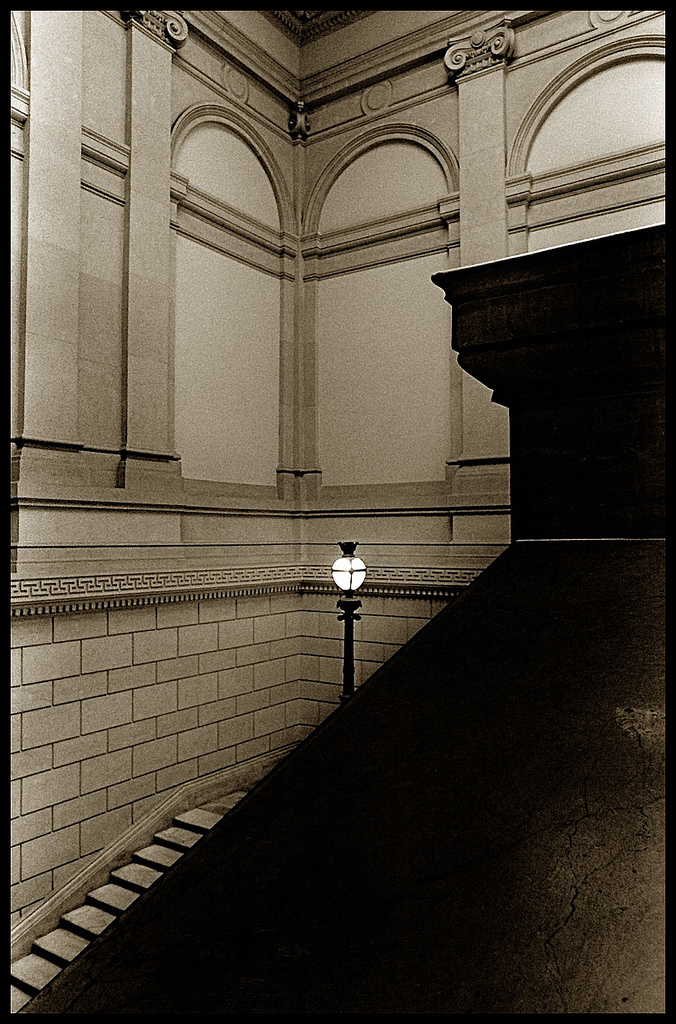
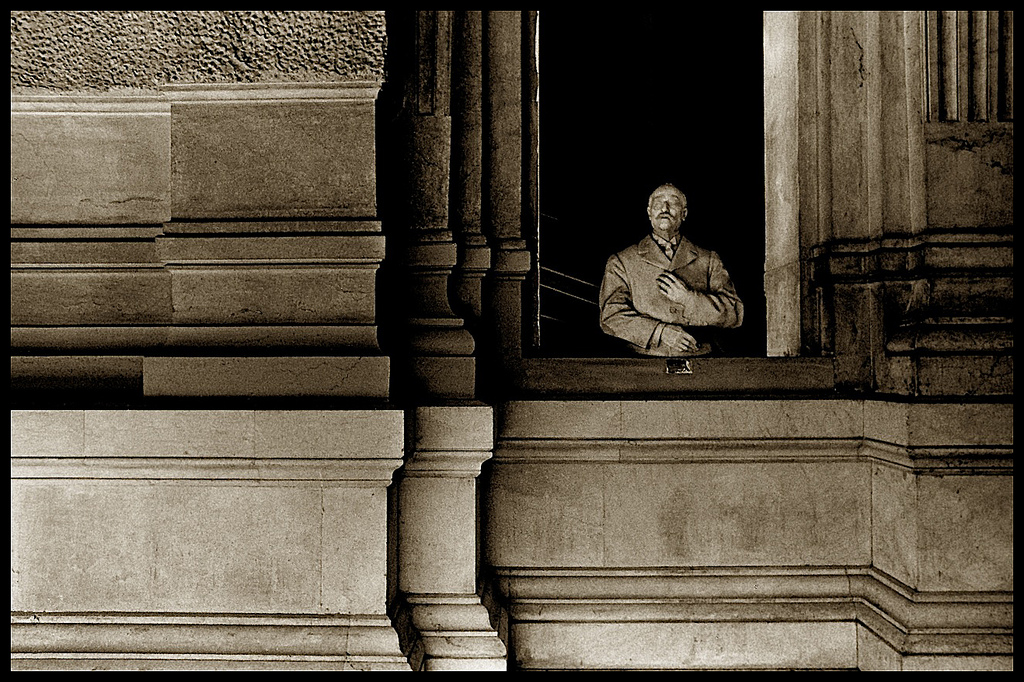